# Liese (Nuhne)
Die Liese ist ein 7,1 km langer, nördlicher und orografisch linker Nebenfluss der Nuhne im Ostteil des Rothaargebirges. Der Bach fließt vollständig im Gebiet der im Hochsauerlandkreis in Nordrhein-Westfalen gelegenen Stadt Hallenberg.

## Verlauf
Die Liese entspringt in den Ostausläufern des Rothaargebirges im Naturpark Sauerland-Rothaargebirge. Ihre Quelle liegt etwas mehr als 2 km nordnordöstlich von Züschen auf der Südostflanke des Lagersteins (732,1 m ü. NHN) auf 668 m Höhe. Zunächst in südsüdöstliche Richtungen abfließend erreicht sie nach westlichem Passieren des Bollerbergs (757,7 m) und einer Fließstrecke von etwa 5 km das Dorf Liesen. Am Südrand von Liesen mündet der kleine Sellbach ein, bevor die Liese selbst etwa 500 m nördlich von Hallenberg auf 401 m Höhe in die Nuhne mündet.

## Sohlgefälle und Einzugsgebiet
Bei einem Höhenunterschied von 267 m beträgt das mittlere Sohlgefälle zwischen Quelle und Mündung 37,6 ‰. Das 9,083 km² große Einzugsgebiet wird über Nuhne, Eder, Fulda und Weser zur Nordsee entwässert.

## Natur und Umwelt

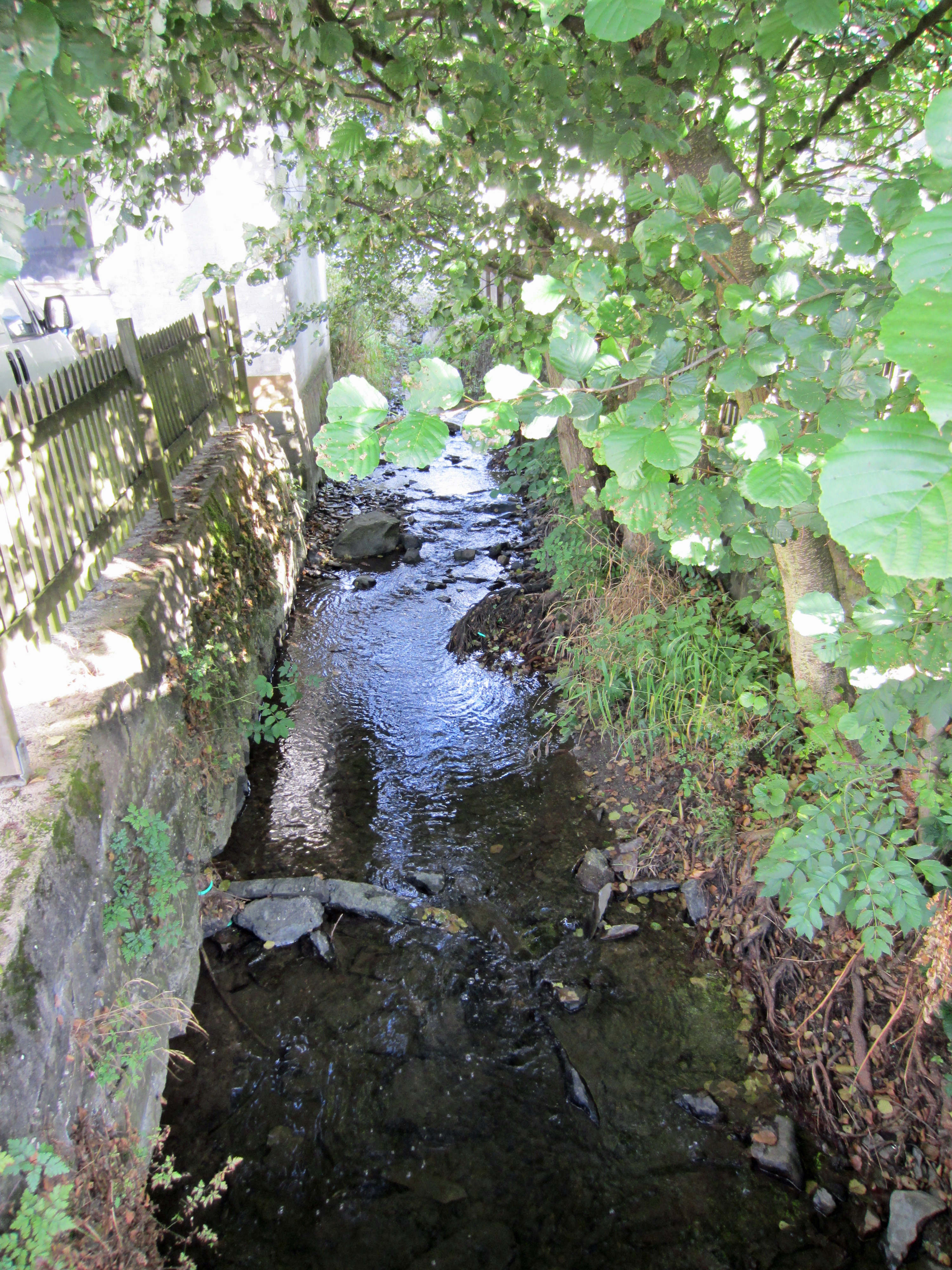
Die Liese in Liesen

Die Liese fließt bis kurz vor dem Dorf Liesen durch das 50,3 ha große Naturschutzgebiet Liesetal. Dieses schützt die artenreichen Grünländer, insbesondere Glatthafer- und Wiesenknopf-Silgenwiesen, entlang der Liese bis kurz vor dem Dorf Liesen. Das NSG ist Teil des FFH-Gebietes Liesetal-Hilmesberg (DE 4717-305) von 100 ha Größe und des Europäischen Vogelschutzgebiets Medebacher Bucht im Schutzgebietssystem Natura 2000 der EU. Im Liesetal bzw. an der Liese wurden u. a. Neuntöter als Brutvögel, ferner Schwarzstorch und Eisvogel als Nahrungsgäste nachgewiesen. Entlang dem Liesetal führt der Naturweg Liesetal, welcher im Rahmen eines Life-Projekt von der Biologischen Station Hochsauerlandkreis angelegt wurde.

## Name
Der Name geht auf eine antike Ausgangsform *Lisana zurück und bedeutet ‘die Ergießende’.